# Süddeutschland

Katholische Bevölkerung nach Diözesen: Erkennbar ist ein höherer Anteil im Süden Deutschlands.

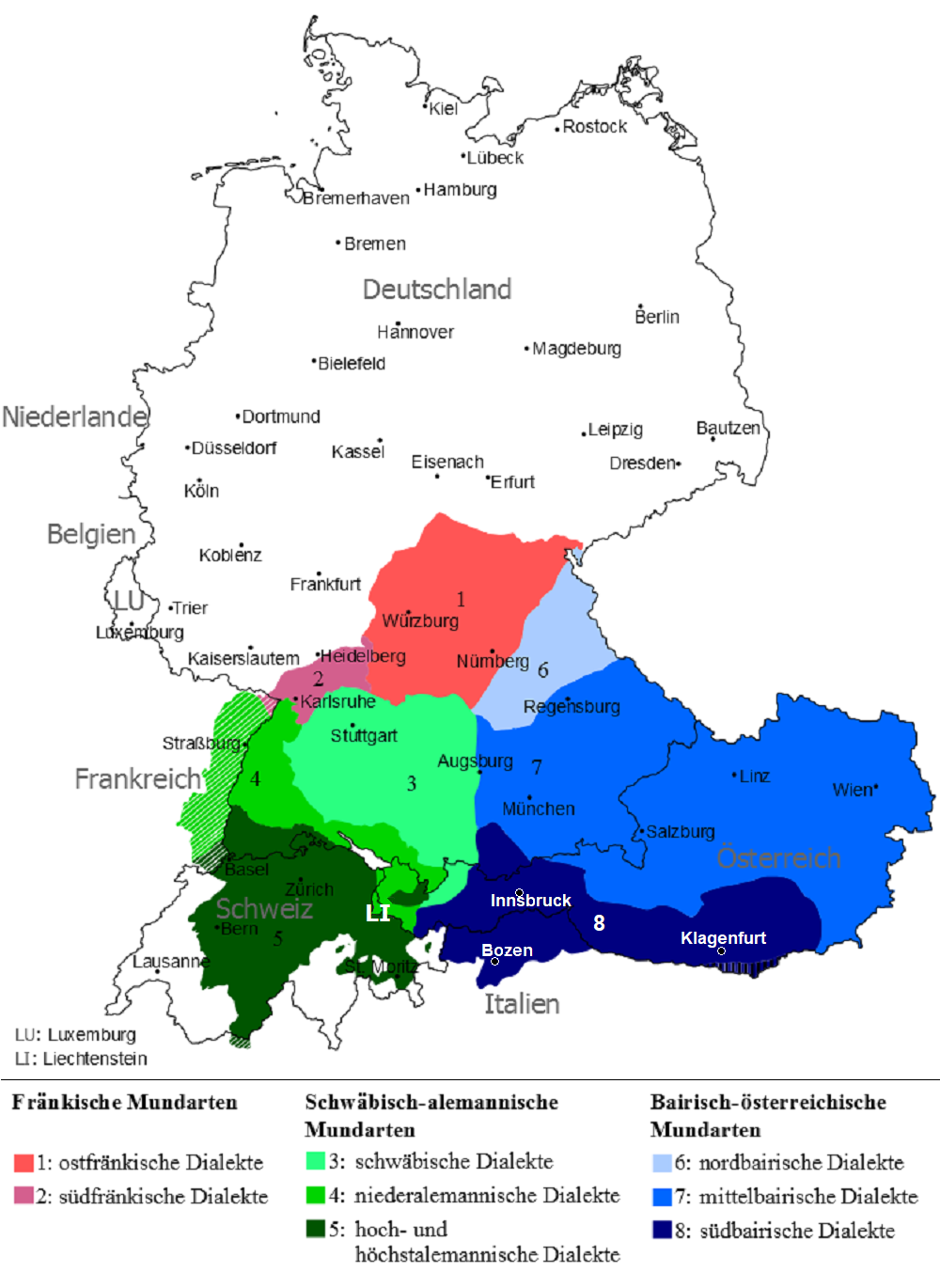
Oberdeutsche Mundarten

Der Begriff Süddeutschland hat mehrere verschiedene Aspekte, die einer einheitlichen Definition entgegenstehen. Zu unterscheiden sind politische, historische, geografische, religiöse, sprachwissenschaftliche und kulturelle Aspekte, die unter anderem bewirken, dass sich im Gegensatz zu Norddeutschland weniger Gemeinschaftsgefühl entwickelt hat. Prägend für den Süden des deutschen Sprachgebiets ist vor allem die aus der stärkeren topografischen Gliederung entstandene Vielfalt der Mundarten.
Nach dem Neuen Brockhaus 1960 ist Süddeutschland „der südlich der mitteldeutschen Gebirgsschwelle gelegene Teil Deutschlands, etwa die Länder Bayern, Baden-Württemberg, das südliche Rheinland-Pfalz und Hessen südlich des Mains. Er setzt sich aus dem gewöhnlich Südwestdeutschland bezeichneten Gebiet der Oberrheinischen Tiefebene und der anschließenden Stufenlandschaft, der Oberdeutschen Hochebene (südl. der Donau) und den deutschen Alpen zusammen.“
Sprachwissenschaftlich gehört der größte Teil Süddeutschlands zum oberdeutschen Sprachraum, zu dem auch Österreich, Liechtenstein, die Deutschschweiz und Südtirol zählen. Politisch bezeichnet man damit ein Gebiet im Süden der 1949 gegründeten Bundesrepublik Deutschland, nämlich die Länder Baden-Württemberg und Bayern. In einem eher kulturellen Zusammenhang bezieht man auch Südhessen (Regierungsbezirk Darmstadt), das Saarland sowie die Pfalz und zumindest den südlichen Teil Rheinhessens mit ein. Das Saarland, Rheinland-Pfalz, Baden-Württemberg und der Süden Hessens bilden den Südwesten, Bayern den Südosten der Bundesrepublik.

## Sprachliche und konfessionelle Prägung
Wie bei anderen Regionsbegriffen existiert auch im Fall von Süddeutschland keine definierte Grenze. Meistens wird der Main als Grenze angegeben, denn der Teil Hessens in der Oberrheinischen Tiefebene liegt auch südlich des Mains und hat eine besondere kulturelle, wirtschaftliche und sprachliche Verbindung zu Süddeutschland. In den meisten Teilen Süddeutschlands werden Oberdeutsche Dialekte gesprochen.
Die ursprüngliche sprachliche Zuordnung folgt der Aufteilung des deutschen Sprachraumes in einen in Norddeutschland liegenden niederdeutschen und einen südlich daran anschließenden hochdeutschen Sprachraum, deren Trennungslinie entlang der Benrather Linie verläuft (südlich davon liegen auch das Rheinland und Teile Thüringens). Der hochdeutsche Sprachraum wird seinerseits untergliedert in einen im mittleren Drittel der Bundesrepublik gelegenen mitteldeutschen und einen in Süddeutschland gelegenen oberdeutschen Bereich.
Insgesamt ist Süddeutschland – wie auch das Rheinland – im Vergleich zu nördlichen und östlichen Gebieten Deutschlands in weiten Teilen eher vom römischen Katholizismus geprägt, wobei es auch in Süddeutschland protestantisch geprägte Regionen, wie beispielsweise Mittelfranken oder Altwürttemberg, gibt.

## Historisch-politische Prägungen

Deutscher Bund, mit Österreich (orange) und Preußen (blau)

Nicht unwesentlich dafür, dass sich der Begriff Süddeutschland nur schwer definieren lässt, sind die politisch-historischen Entwicklungen dieses Raums, insbesondere bezüglich des Heiligen Römischen Reiches (seit etwa 1500 manchmal mit dem Zusatz „deutscher Nation“) und seiner Entwicklung. Denn durch die ab dem 14. Jahrhundert überwiegend habsburgischen Kaiser wurde einerseits das Reich in südöstliche Richtung erweitert, andrerseits nach der Reformation das katholische Element wieder gestärkt und gleichzeitig die konfessionell-kulturelle Vielfalt der südlichen Reichshälfte verstärkt. Zur regional-politischen Differenzierung haben auch die napoleonischen Kriege und ihre wechselnden Allianzen stark beigetragen und 1806 die Auflösung des Reiches bewirkt.
Als es nach dem Wiener Kongress zur Gründung des Deutschen Bundes (1815–1866) kam, zeigte sich folgende Situation: Die preußische Großmacht im Norden konnte die meisten nord- und mitteldeutschen Staaten (mit Ausnahme von Hannover und Sachsen) durchaus dominieren. Die österreichische Großmacht im Süden hatte es hingegen mit größeren Staaten wie Bayern und Württemberg zu tun, die auf ihre eigene Unabhängigkeit bedacht waren. Sie hatten ihre Größe und Bedeutung erst in der napoleonischen Zeit erhalten.
Preußen schlug 1859 vor, den Oberbefehl über das Bundesheer zu teilen: Preußen selbst hätte ihn über die norddeutschen Kontingente, Österreich über die süddeutschen. Österreich lehnte dies ab. Im Juni 1866 schlug Preußen eine ähnliche Zweiteilung Bayern vor; auch Bayern lehnte dies ab.
Nach Auflösung des Deutschen Bundes im Juni bzw. August 1866 waren Bayern, Württemberg, Baden und das Großherzogtum Hessen ohne militärischen Beistand. Laut Prager Frieden hätten sie einen Süddeutschen Staatenbund gründen können. Dieser kam aber nicht zustande, unter anderem, weil darin eine Vormachtsrolle Bayerns befürchtet wurde. Stattdessen schlossen die vier Staaten 1866 bzw. 1867 Schutz- und Trutzbündnisse mit Preußen.
Im Norden gründete Preußen mit seinen Verbündeten den Norddeutschen Bund, einen Bundesstaat. Über den reformierten Deutschen Zollverein, dessen Mitglied die süddeutschen Staaten (aber nicht Österreich) schon längst waren, gab es eine enge wirtschaftliche Verflechtung. Doch erst im Deutsch-Französischen Krieg von 1870/71 entschlossen sich die vier süddeutschen Staaten, dem Norddeutschen Bund beizutreten (sogenannte Reichsgründung). Damit war die sogenannte Kleindeutsche Lösung der Deutschen Frage verwirklicht.
Ein drittes Deutschland zwischen Preußen und Österreich hatte es in den Jahren davor nur sehr punktuell gegeben. Selbst zwischen den süddeutschen Staaten hatte es große Meinungsverschiedenheiten gegeben, etwa zwischen Baden, das sich gern sofort dem Norddeutschen Bund angeschlossen hätte, und Bayern, das am längsten seine Eigenständigkeit zu verteidigen versuchte.

## Geografische Aspekte
Im geografischen Sinn wird „Süddeutschland“ im Brockhaus als jener Teil Deutschlands definiert, der südlich der mitteldeutschen Gebirgsschwelle liegt – also die Länder Bayern und Baden-Württemberg sowie das südliche Rheinland-Pfalz und Hessen südlich des Mains. Geomorphologisch ist es das Gebiet von der Oberrheinischen Tiefebene über die anschließende Stufenlandschaft bis zur Oberdeutschen Hochebene (südlich der Donau), wozu noch der deutsche Anteil an den Alpen und am Böhmerwald kommen. Im Wesentlichen stammt diese Definition von Robert Gradmann 1931.
Politisch-kulturell sind allerdings Südhessen sowie Rheinhessen und die Pfalz nur bedingt zu Süddeutschland zu zählen. Anderseits bilden diese Regionen mit Teilen der badischen Kurpfalz und der Region Bayerischer Untermain ein gemeinsames Kultur-, Wirtschafts- und rheinfränkisches Sprachgebiet. Geografisch-kulturell wären auch Österreich und Südtirol einzubeziehen, was aber durch die Politik des 20. Jahrhunderts gegenstandslos wurde.

### Mainlinie
Die oben erwähnte Mainlinie ist, wie schon bei der Entstehung dieses Begriffs im Rahmen des Deutschen Krieges von 1866, nicht streng am Flusslauf des Mains zu lokalisieren. Schon in Hessen liegt die kulturelle Grenze zwischen Mittelhessen und Südhessen wohl eher im Taunus als am Main. Weiter östlich verlaufen die Grenzen zwischen Dialekten und anderen Traditionen keinesfalls im Maintal, sondern in den Mittelgebirgen nördlich und südlich davon.

### Wirtschaftsmigration
Seit längerem sind Wirtschaftswachstum und Arbeitslosigkeit im Süden Deutschlands günstiger als im Norden, weshalb die Ökonomen die Wanderungsbewegungen untersuchen, die überwiegend von Nord nach Süd gerichtet sind. Wegen der schlüssiger verfügbaren Daten wird dabei die süddeutsche Region mit den Bundesländern Bayern und Baden-Württemberg gleichgesetzt.

## Verwendung
Die sprachgeografische Bezeichnung „süddeutsch“ umfasst im Gegensatz zur politischen Verwendung des Begriffs nach dem Zweiten Weltkrieg alle südlich gelegenen deutschsprachigen Gebiete im Sinne von Oberdeutschland, was sich in einzelnen Bezeichnungen erhalten hat (z. B. Pratos Süddeutsche Küche, inzwischen als Gute alte Küche mit ISBN 978-3-85431-426-4 neu herausgegeben). In diesem Sinne waren beispielsweise auch Namensgebungen wie Süd-Norddeutsche Verbindungsbahn zu verstehen, womit eine Eisenbahnverbindung von Wien nach Berlin bezeichnet wurde.